# Turnaca delineivena
Turnaca delineivena är en fjärilsart som beskrevs av Swinhoe 1894. Turnaca delineivena ingår i släktet Turnaca och familjen tandspinnare. Inga underarter finns listade i Catalogue of Life.